# Вихід Австрії з ЄС
Öxit (іноді також Auxit) означає гіпотетичний вихід Австрії з Європейського Союзу. У 2016 році Öxit був словом року. Цей термін використовувався в кампанії Ганса Петера Газельштайнера під час президентських виборів в Австрії 2016 року. Попри випадкове використання цього терміна в засобах масової інформації, слово oxit ніколи не увійшло в звичайну мову.

## Історія
Вихід з Європейського Союзу, який часто обговорювала Партія свободи Австрії і який також міг означати вихід із єврозони, у минулому представлявся як концепція економічної політики. У липні 2016 року Норберт Гофер заявив, що програв на виборах президента тому, що може провести референдум щодо виходу з ЄС, якщо Туреччина приєднається до ЄС або якщо ЄС перетвориться на більш централізований союз.
Колишній головний економіст Інституту перспективних досліджень Крістіан Кеушніґґ заявив, що економічні наслідки події можуть бути прямо протилежними позитивним наслідкам вступу Австрії до ЄС. Заощадження австрійських чистих внесків, які з 1,24 млрд євро становлять ~0,4 % ВВП щороку, були б компенсованими втратою рівня добробуту, створеного до цього часу, який становить 7,2 % ВВП. Хоча позитивного ефекту щодо зайнятости можна було б досягти в короткостроковій перспективі, ці додаткові робочі місця необхідно було б створити у сфері митниці, а також для встановлення та подолання торгових бар'єрів, таких як окремі дозволи, правила безпеки та вимоги до маркування, які б бути конкурентним недоліком для експортно-орієнтованої економіки Австрії.
Сторонами, які виступають за Öxit, є Партія виходу з ЄС, Альянс нейтральної вільної Австрії, Лейбористська партія Австрії, Австрійський вільний список, Партія вільної батьківщини, частини KPÖ та Спільнота християнських виборців. Команда Stronach виступає тільки за вихід з єврозони.